# Âbâset
Âbâset est une déesse solaire de la mythologie égyptienne.
Cette déesse est représentée sous les traits d'une femme debout main droite le long du corps et main gauche vers l'épaule du dieu qui la précède (Rê-Horakhty ou un dieu mal identifié). Elle se différencie des autres déesses par sa coiffe formée d'une dépouille de vautour surmontée d'un modius, un élément circulaire servant de base à une couronne, sur lequel est représenté un hérisson.
Elle est attestée à la XXVIe dynastie dans la tombe de Benaty située dans l'oasis d‘Al-Bahariya.